# Torredonjimeno
Torredonjimeno è un comune spagnolo di 13 649 abitanti situato nella comunità autonoma dell'Andalusia.